# Hot Tomorrows
Hot Tomorrows es una película de 1977 escrita y dirigida por Martin Brest. La película incluye apariciones del actor Hervé Villechaize y la compañía de teatro Los Caballeros Místicos de Oingo Boingo, y es el único ejemplo filmado de una actuación de la compañía aparte de la película Zona Prohibida.  Orson Welles pone la voz del director de una funeraria.

## Trama
Un joven escritor de Nueva York que se mudó a Los Ángeles pasa sus días explorando su obsesión por la muerte.